# Vendranges
Vendranges est une commune française située dans le département de la Loire en région Auvergne-Rhône-Alpes.

## Géographie
Vendranges se situe au sud de Roanne au bord d'une côte de l'ancienne « route bleue » qui conduisait de Paris à la Cote d'Azur et qui était réputée difficile.

### Climat
Pour des articles plus généraux, voir Climat d'Auvergne-Rhône-Alpes et Climat de la Loire.
En 2010, le climat de la commune est de type climat des marges montargnardes, selon une étude du Centre national de la recherche scientifique s'appuyant sur une série de données couvrant la période 1971-2000. En 2020, Météo-France publie une typologie des climats de la France métropolitaine dans laquelle la commune est exposée à un climat de montagne ou de marges de montagne et est dans la région climatique  Nord-est du Massif Central, caractérisée par une pluviométrie annuelle de 800 à 1 200 mm, bien répartie dans l’année. 
Pour la période 1971-2000, la température annuelle moyenne est de 10,5 °C, avec une amplitude thermique annuelle de 16 °C. Le cumul annuel moyen de précipitations est de 779 mm, avec 10 jours de précipitations en janvier et 7,1 jours en juillet. Pour la période 1991-2020, la température moyenne annuelle observée sur la station météorologique de Météo-France la plus proche, « Fourneaux », sur la commune de Fourneaux à 10 km à vol d'oiseau, est de 11,7 °C et le cumul annuel moyen de précipitations est de 900,1 mm,. Pour l'avenir, les paramètres climatiques de la commune estimés pour 2050 selon différents scénarios d'émission de gaz à effet de serre sont consultables sur un site dédié publié par Météo-France en novembre 2022.

## Urbanisme

### Typologie
Au 1er janvier 2024, Vendranges est catégorisée commune rurale à habitat dispersé, selon la nouvelle grille communale de densité à sept niveaux définie par l'Insee en 2022.
Elle est située hors unité urbaine. Par ailleurs la commune fait partie de l'aire d'attraction de Roanne, dont elle est une commune de la couronne,. Cette aire, qui regroupe 88 communes, est catégorisée dans les aires de 50 000 à moins de 200 000 habitants,.

## Histoire[11]
Le premier document scripturaire évoquant Vendranges date de 1147. Au XIIIe siècle, le curé desservant la paroisse était désigné par le chapitre de la cathédrale Saint-Jean de Lyon.
Au Moyen Âge, le village était fortifié comme l'atteste la tour qui est accolée à la façade de l'église ce qui lui confère une certaine originalité. D'autres éléments de défense existaient encore eu XVIIe siècle sous la forme « de loges et de caves » qui communiquaient ensemble et avec l'église pour permettre aux habitants de s'y réfugier. Ils ont été détruits sur instruction de Camille de Neufville, archevêque de Lyon après sa visite pastorale en 1660.

### Foire de la Saint-Barnabé
Dite aussi « foire aux pillots » ou « foire aux poussins », elle date du Moyen Âge. Elle est née à cause d'une source dédiée à Saint Genest, patron de la paroisse qui était réputée guérir la goutte et la sciatique. Cette source qui ne tarissait ni ne gelait jamais attirait les foules. S'y ajouta aussi la réputation de guérir aussi les maladies des yeux. On y venait particulièrement le 11 juin. Sous la conduite du curé se déroulaient prières et processions jusqu'à la source. L'après-midi était consacré à manger, boire et danser.
Très vite ces grandes populations qui venaient à pied et demeuraient un ou deux jours attirèrent des marchands de toutes sortes. Les affaires étant bonnes, une véritable foire s'y développa. On y apporta bientôt du gros bétail, et beaucoup de petites volailles, en particulier des poussins.
Parallèlement, la vie des pèlerins n'y gagna pas en vertu : on buvait, on se battait, on se volait, et il y eut même des crimes. Au XVIIIe siècle, l'archevêque de Lyon prit la décision d'interdire le pèlerinage, mais la foire continua de plus belle.

### Blasonnement
|  | Les armoiries de Vendranges se blasonnent ainsi : D'or au pal d'azur, au chevron diminué et renversé, brochant de l'un en l'autre et accompagné de quatre trèfles, d'eux d'or chargeant le pal en chef et en pointe et deux de sinople en flancs. |

## Politique et administration
| Période                                  | Période  | Identité           | Étiquette | Qualité |
| ---------------------------------------- | -------- | ------------------ | --------- | ------- |
| Les données manquantes sont à compléter. |          |                    |           |         |
|                                          |          | Francisque Bouquin |           |         |
| 1989                                     | 2001     | Jacques Chervet    |           |         |
| mars 2001                                |          | Jean Deloire       |           |         |
| 2014                                     | 2020     | Hervé Patin        |           |         |
| 2020                                     | En cours | Pascal Bert        |           |         |

## Démographie
L'évolution du nombre d'habitants est connue à travers les recensements de la population effectués dans la commune depuis 1793. Pour les communes de moins de 10 000 habitants, une enquête de recensement portant sur toute la population est réalisée tous les cinq ans, les populations de référence des années intermédiaires étant quant à elles estimées par interpolation ou extrapolation. Pour la commune, le premier recensement exhaustif entrant dans le cadre du nouveau dispositif a été réalisé en 2004.

En 2022, la commune comptait 390 habitants, en évolution de +5,41 % par rapport à 2016 (Loire : +1,32 %, France hors Mayotte : +2,11 %).
| 1793 | 1800 | 1806 | 1821 | 1831 | 1836 | 1841 | 1846 | 1851 |
| ---- | ---- | ---- | ---- | ---- | ---- | ---- | ---- | ---- |
| 500  | 399  | 430  | 525  | 546  | 517  | 555  | 570  | 573  |

| 1856 | 1861 | 1866 | 1872 | 1876 | 1881 | 1886 | 1891 | 1896 |
| ---- | ---- | ---- | ---- | ---- | ---- | ---- | ---- | ---- |
| 579  | 594  | 583  | 566  | 556  | 540  | 525  | 505  | 458  |

| 1901 | 1906 | 1911 | 1921 | 1926 | 1931 | 1936 | 1946 | 1954 |
| ---- | ---- | ---- | ---- | ---- | ---- | ---- | ---- | ---- |
| 470  | 504  | 402  | 335  | 300  | 289  | 294  | 246  | 251  |

| 1962 | 1968 | 1975 | 1982 | 1990 | 1999 | 2004 | 2006 | 2009 |
| ---- | ---- | ---- | ---- | ---- | ---- | ---- | ---- | ---- |
| 230  | 223  | 201  | 205  | 226  | 237  | 248  | 255  | 320  |

| 2014 | 2019 | 2022 | - | - | - | - | - | - |
| ---- | ---- | ---- | - | - | - | - | - | - |
| 357  | 376  | 390  | - | - | - | - | - | - |

## Lieux et monuments
- Église Saint-Genest de Vendranges.

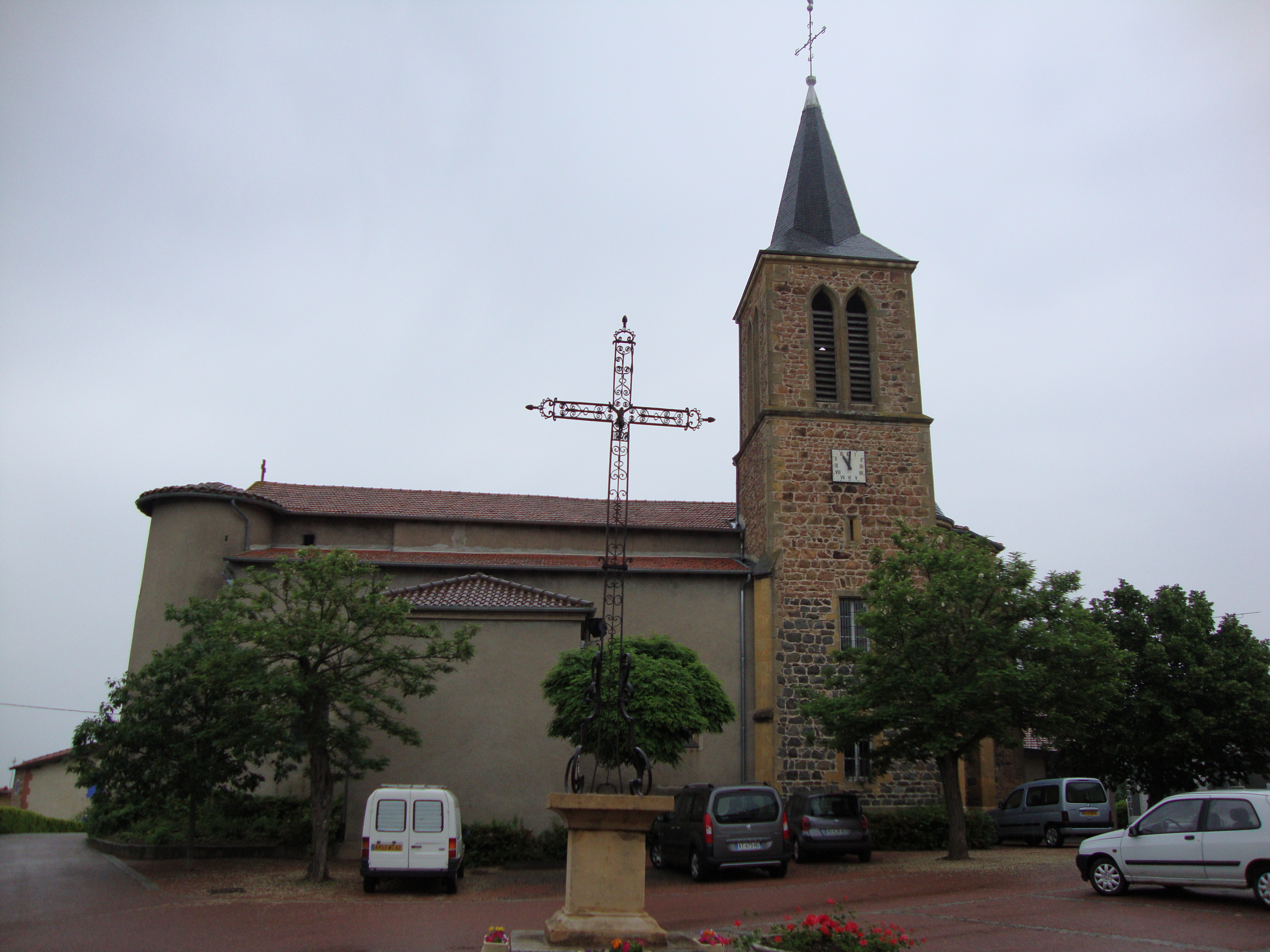
Église et croix de village.

## Personnalités liées à la commune
- Louis-Antoine Ranvier (1835-1922), médecin, anatomiste et histologiste français, mort au lieu-dit Thély dans la commune de Vendranges.
- Antoine Rochette[18] (1854-1939), botaniste, abbé et curé de Vendranges de 1898 à 1939.
- Guy Lévis Mano (1904-1980), poète, traducteur, typographe et éditeur français, mort et inhumé à Vendranges.